# Murinais
Murinais é uma comuna francesa na região administrativa de Auvérnia-Ródano-Alpes, no departamento de Isère. Estende-se por uma área de 8,22 km². Em 2010 a comuna tinha 408 habitantes (densidade: 49,6 hab./km²).